# Наурузово (Башкортостан)
Науру́зово (баш. Наурыҙ) — село в Учалинском районе Башкортостана России, центр Наурузовского сельсовета.

## Географическое положение
Расстояние до:
- районного центра (Учалы): 60 км,
- ближайшей железнодорожной станции (Учалы): 70 км.

## История
В XIX веке деревня называлась Кушкульдой. В окрестностях была освоена добыча знаменитой кушкульдинской (кошкульдинской) коричнево-зелёной яшмы, где тёмно-красные полосы перемежаются с густо- или ярко-зелёными, изделия из такой яшмы можно увидеть в Эрмитаже.

## Население
| 2002 | 2009 | 2010 |
| ---- | ---- | ---- |
| 443  | ↗528 | ↘410 |

Национальный состав
Согласно переписи 2002 года, преобладающая национальность — башкиры (100 %).

## Известные уроженцы
- Габдрахманов Абрар Хакович (1935—2013) — композитор, народный артист РБ (1995), член Союза композиторов (1981).
- Низаметдинов Раис Жавдатович (10 октября 1964 года) — балетмейстер, режиссёр-постановщик, кураист, заслуженный работник культуры РБ (2004), лауреат государственной премии РБ имени Ш. Бабича (2000), премии им. М. Муртазина.